# Estadio Barbourfields
El Estadio Barbourfields (en inglés: Barbourfields Stadium) es un estadio de usos múltiples en Bulawayo, la sede de Highlanders FC en Zimbabue. Actualmente se utiliza sobre todo para los partidos de fútbol. Es propiedad del Ayuntamiento de Bulawayo y es el campo del Highlanders FC, uno de los mayores equipos de fútbol de Zimbabue. Los aficionados al fútbol se refieren comúnmente al estadio como "Emagumeni". Cuenta con una capacidad oficial de 40 000 espectadores, por lo que es el segundo estadio más grande de Zimbabue después del Estadio Nacional de Deportes (con capacidad para 60 000 espectadores). 